# Експлорер-3
Експло́рер-3 (англ. Explorer — дослідник) — третій американський апарат за програмою Експлорер, 2-й вдалий запуск. Інше позначення — «1958 Гамма 1».

## Політ
26 березня 1958 року, о 17:38:01(GMT), Explorer 3 було запущено з атлантичного ракетного полігону (AMR), що розташований на мисі Канаверал у Флориді. За допомогою ракети-носія "Юпітер-С" апарат вдалося вивести на орбіту з достатньо високим апогеєм, що становив 2799 км і з періодом обертання 115,7 хвилини. Хоч апарат зміг вийти на більш високу орбіту порівняно з Explorer 1, але невдовзі із-за малої висоти перигею (всього 186 км) через 93 доби супутник згорів в атмосфері.

## Опис
Конструкція була схожою на «Експлорер-1». Повна маса супутника становила 14,1 кг, з них 8,4 кг приладів (для порівняння — перший радянський супутник «Спутнік-1» важив 83,6 кг). Відсік приладів монтувався у верхній частині четвертого ступеня, і виводився на орбіту разом із ним, тому в різних джерелах наводиться різна маса супутника, яким можуть вважати весь ступінь. У польоті апарат обертався зі швидкістю 750 обертів за хвилину навколо довгої осі і цим стабілізувався.
«Експлорер-3» мав магнітофон, на який записувались дані з наукових приладів для фіксації параметрів радіації під час кожного оберту. Дані передавались двома групами антен: передавач потужністю 60 мВт із частотою 108,03 МГц використовував антену Герца, що складалась із двох скловолоконних щілинних антен у корпусі супутника; передавач потужністю 10 мВт із частотою 108 МГц використовував чотири гнучкі антени, розташовані хрестовиною і випрямлені внаслідок обертання апарата.
Живлення забезпечували нікель-кадмієві акумулятори, які важили приблизно 40 % маси корисного вантажу. Ці батареї мали живити потужніший передавач 31 добу, а менш потужний — 105.
Оскільки був доступним невеликий простір і вимагалась невелика маса, розроблялись і виготовлялись прості і високонадійні прилади з використанням транзисторів із германію і кремнію.
Ззовні відсік приладів був розфарбований білими і темно-зеленими смугами для створення пасивного температурного контролю.

## Прилади
- Лічильник Гейгера-Мюллера для виявлення космічного випромінювання. Після польоту «Експлорера-3» дійшли висновку, що первісний лічильник був перевантажений сильним випромінюванням поясу заряджених частинок.
- П'ять температурних датчиків (один всередині, три ззовні, один під головним обтічником).
- Акустичний датчик (перетворювач і твердотільний підсилювач), мав реєструвати зіткнення мікрометеоритів (космічного пилу) об корпус, тому розташовувався посередині відсіку приладів і контактував з оболонкою. Ефективна площа відсіку становила 0,075 м², середній поріг чутливості 2,5 × 10−3 г·см/с.
- Детектор мікрометеоритів, що складався з 12 паралельно з'єднаних провідників, змонтованих на склопластиковому кільці в нижній частині корпусу паливного відсіку сіткою з чарунками 1×1 см. Кожен провідник складався зі скручених подвійних емальованих дротів із нікелевого сплаву діаметром 17 мкм (21 мкм з ізоляцією). Якби мікрометеорит розміром приблизно 10 мкм вдарив датчик, то пошкодження дроту розірвало б електричний контакт і відбулася б реєстрація зіткнення.

## Підсумок
«Експлорер-3» підтвердив дані «Експлорера-1».
Відкриття радіаційного поясу (поясу Ван-Аллена)) було одним із важливих відкриттів Міжнародного геофізичного року.
Копія апарата нині перебуває в Національному музеї авіації і космонавтики Смітсонівського інституту.